# Goizueta (Navarra)
Goizueta település Spanyolországban, Navarra autonóm közösségben. Goizueta Arano, Ezkurra, Errenteria, Oiartzun, Eratsun, Beintza-Labaien, Zubieta, Elduain, Berastegi, Arantza és Lesaka községekkel határos. Lakosainak száma 692 fő (2024).

## Népesség
A település népessége az elmúlt években az alábbi módon változott:
| Lakosok száma | 911  | 814  | 815  | 780  | 758  | 747  | 717  | 704  | 694  | 692  |
|               | 2001 | 2004 | 2007 | 2009 | 2012 | 2014 | 2017 | 2019 | 2022 | 2024 |